# 第6回札幌国際短編映画祭
第6回札幌国際短編映画祭（SAPPOROショートフェスト）（だい6かいさっぽろこくさいたんぺんえいがさい）は、2011年10月5日〜10月10日の6日間（7日はオールナイト上映）、札幌プラザ2・5（旧札幌東宝プラザ）をメイン会場に開催された国際短編映画祭である。

## 内容
世界88ヶ国から2291作品の応募があり、コンペティションにノミネートされたのは78作品。メインビジュアルは札幌在住のイラストレーターkinpro（キンプロ）が担当。

## SAPPOROショートフェスト2011審査員
- 細野晴臣（Haruomi Hosono）：音楽家/日本
- 熊切和嘉(Kazuyoshi Kumakiri)：映画監督/日本
- イム・スンレ（Lim Soon Rye）：映画監督/韓国
- アンドリュー・トーマス（Andrew Thomas）：ディレクター/イギリス

## SAPPOROショートフェスト2011 AWARD
※作品名、上映時間、ジャンル、制作年、国名、監督の順で表記。国名は主な制作国で出身国とは異なります。

### グランプリ
- フィルムメーカー部門 グランプリ(Filmmaker section Grand Prix)
監督：ダスティン・フェネリ(Dustin Feneley)/オーストラリア

- 作品部門 グランプリ(One title section Grand Prix)
  - 作品：『ブロークン・ナイト』（英題：Broken Night）23:00/Fiction/2011/韓国制作
  - 監督：ヤン・ヒョジョ（Hyojoo Yang）

### 審査員賞
- 最優秀監督賞（Best Director）
  - 作品：『ブロークン・ナイト』（英題：Broken Night）23:00/Fiction/2011/韓国制作
  - 監督：ヤン・ヒョジョ（Hyojoo Yang）

- 最優秀学生監督賞（Best Students Director）
  - 作品：『キス・ビル』（英題：KISS BILL）29:00 | Documentary | 2011| スウェーデン制作
  - 監督：イナ・ホルムクイスト（Ina Holmqvist ）、エメリ・ウォールゲン（Emelie Wallgren）

- 最優秀脚本賞（Best Screen play）
  - 作品：『スクリプト』（英題：Script）29:00 | Experimental | 2010 |日本制作
  - 監督：アルベルト・ベントゥラ（Albert Ventura）

- 最優秀編集賞（Best Editing）
  - 作品：『衛星アルファ46』（英題：Yuri Lennon's landing on Alpha 46）14:30 | Fiction | 2010 | ドイツ制作
  - 監督：アンソニー・ヴァードックス（Anthony Vouardoux）

- 最優秀撮影賞（Best Cinematography）
  - 作品：『リン 』（英題：LIN）25:00 | Fiction | 2010 | イギリス制作
  - 監督：ピアス・トンプソン（Piers Thompson）

- 最優秀チルドレン・ショート賞（Best Children Short）
  - 『アレキサンダー』（英題：Aleksandr）05:20 | Animation | 2010 | フランス制作
  - 監督：レミー・デレックス（Remy Dereux）、マキシム・ヒボン（Maxime Hibon）、ジュリエット・クラウザー（Juliette Klauser）、ラファエル・ランソン（Raphaëlle Ranson）、ルイーズ・シンハイブ（Louise Seynhaeve）

- 最優秀ミニショート賞（Best Mini Short）
  - 作品：『ルビカ』（英題：Rubika）03:58 | Animation | 2010 | フランス制作
  - スクリプト＆デザイン：ギヨーム・プラントヴァン（Guillaume Plantevin）
  - スタッフ：クレア・バウデン（Claire Baudean）、ルードヴィック・ハバス（Ludovic Habas）、ミカエル・クレブス（Mickaël Krebs）、ジュリアン・レゲイ（Julien Legay）、チャオ・マ（Chao Ma）、フローレント・ルソウ（Florent Rousseau）、キャロリン・ロウクス（Caroline Roux）、マーガウス・ヴァクセレイア（Margaux Vaxelaire）

- 最優秀ノンダイアログ賞（Best Non Dialogue）
  - 作品：『パス・オブ・ヘイト 』（英題：Paths of Hate）10:00 | Animation | 2010 | ポーランド制作
  - 監督：ダミアン・ネノウ（Damian Nenow）

- 最優秀アニメーション賞（Best Animation）
  - 作品：『ラ・デタント』（英題：La détente）08:30 | Animation | 2011 | フランス制作
  - 監督：ピエール・デュコス（Pierre Ducos）、バートランド・ベイ（Bertrand Bey）

- 最優秀国内作品賞（Best National Short）
  - 作品：『フォーギブ』（英題：forgive）28:30 | Fiction | 2010 | 日本制作
  - 監督：川村清人（Kiyoto Kawamura）

- 最優秀北海道作品賞（Best Hokkaido Short）
  - 作品：『ゆきだるまとチョコレート』（英題：Snowman and Chocolate）12:00 | Fiction | 2011 | 日本制作
  - 監督：片岡 翔（Shoh Kataoka）

- 最優秀コンテンポラリー / エクスペリメンタルショート賞（Best Contemporary / Experimental Short）
  - 作品：『エクスターナル・ワールド』（英題：The External World）15:00 | Animation | 2010 | ドイツ制作
  - 監督：デイビッド・オレイリー（David O'Reilly）

- 最優秀ドキュメンタリー賞（Best Documentary）
  - 作品：『グアナペ・サー島の男達』（英題：Guanape Sur）23:01 | Documentary | 2010 | イタリア制作
  - 監督：ジャノス・リッチャー（Janos Richter）

- 最優秀アニメーション・スペシャル・メンション（Best Animation Special Mention）
  - 作品：『土踏まずは夏を知らない』（英題：An affectionate summer） 07:06 | Animation | 2011 | 日本制作
  - 監督：白田明日香（Asuka Shirata）

- 最優秀オリジナルスコア・スペシャル・メンション（Best Original Score Special Mention）
  - 監督：和田淳（Atsushi Wada）

SAPPOROショートフェスト2011において下記の各賞は該当なし
- 最優秀作曲賞（Best Original Score）
- 最優秀男優賞（Best Actor）
- 最優秀子役賞（Best Children Actor ＆ Actress）
- 最優秀女優賞（Best Actress）
- 最優秀美術賞（Best Production Design）
- 最優秀ベリーショート賞（Best Very Short）

### 特別賞
- 札幌市平和賞（Sapporo Peace Award）
  - 作品：『美雪の風鈴』（英題： Miyuki's Wind Bell）20:00 | Fiction | 2010 | 日本制作
  - 監督：落合賢（Ken Ochiai）

- 子供審査員賞 金賞（Best Children Choice Award Gold）
  - 作品：『信号くんの恋』（英題：Red and Green）Animation | 2010 | オーストラリア制作
  - 監督：ジェフリー・アベシュハウス（Geoffrey Abeshouse）

- 子供審査員賞 銀賞(Best Children Choice Award Silver)
  - 作品：『アレキサンダー』（英題：Aleksandr）05:20 | Animation | 2010 | フランス制作
  - 監督：レミー・デレックス（Remy Dereux）、マキシム・ヒボン（Maxime Hibon）、ジュリエット・クラウザー（Juliette Klauser）、ラファエル・ランソン（Raphaëlle Ranson）、ルイーズ・シンハイブ（Louise Seynhaeve）

- 子供審査員賞  銅賞（Children's Choice Award Bronze）
  - 作品：『水中のいきものたち』（英題：Invertebrates） 12:50 | Animation | 2010 | キューバ制作
  - 監督：ハロルド・ディアズガズマン・カサナス（Harold Díaz-Guzmán Casañas）

- クリプトン・ベスト・サウンド・アワード（CRYPTON Best Sound Award Bruno Collet）
  - 作品：『エクスターナル・ワールド』（英題：The External World）15:00 | Animation | 2010 | ドイツ制作
  - 監督：デイビッド・オレイリー（David O'Reilly）

- アミノアップ北海道新人監督賞（Amino Up Hokkaido New Director Award）
- 観光庁長官賞（Japan Tourism Agency Commissioner Award）
  - 作品：『零下15度の手紙』（英題：Crystallized）29:59 | Fiction | 2011 | 日本制作
  - 監督：島田英二（Eiji Shimada）

- ジャパンメディアアップ・オルタナティブ・ムービー・アワード（JAPAN Media Up Alternative Award）
  - 作品：『レイン・タウン』（英題：rain town）09:55 | Animation | 2011 | 日本制作
  - 監督：石田 祐康（Ishida Hiroyasu）